# Castroreale
Castroreale es una localidad italiana de la provincia de Mesina, región de Sicilia, con 2.726 habitantes.

Ubicación de la ciudad de Castroreale dentro de la provincia de Mesina.

## Evolución demográfica
| Gráfica de evolución demográfica de Castroreale entre 1861 y 2001 |
|                                                                   |
| Fuente ISTAT - Elaboración gráfica por parte de Wikipedia         |